# Correnti e protagonisti del pensiero psicologico
Lo schema mostra la collocazione storica delle principali correnti e dei protagonisti del pensiero psicologico, grazie ai quali la psicologia si è sviluppata, partendo dai fondamenti umanistici, fino ad acquisire un campo indipendente di ricerca scientifica e di applicazione.
Le righe e le colonne, in ordine cronologico crescente per decenni, da sinistra a destra e dall'alto in basso, consentono di individuare per ciascun autore, in quali anni approssimativamente, ha avuto inizio il suo contributo al paradigma in colonna.

## Tavola sinottica dal 1850 al 2010
|      | Associazionismo          | Strutturalismo                              | Riflessologia                                  | Funzionalismo                                                                                                  | Teorie della Gestalt                                                                   | Comportamentismo                                                                           | Cognitivismo e Scienze Cognitive                                                                           | Scuola storico-culturale                     | Psicoanalisi                                                                                             | Psicologia analitica           |      |
| ---- | ------------------------ | ------------------------------------------- | ---------------------------------------------- | --- | -------------------------------------------------------------------------------------- | ------------------------------------------------------------------------------------------ | --- | -------------------------------------------- | --- | ------------------------------ | ---- |
| 1850 |                          |                                             |                                                | |                                                                                        |                                                                                            | |                                              | |                                | 1860 |
| 1860 |                          | G.T.Fechner (1801-1887)                     | I.M.Sečenov (1829-1905)                        | |                                                                                        |                                                                                            | |                                              | |                                | 1870 |
| 1870 | A.Bain (1818-1903)       |                                             |                                                | | F.Brentano (1838-1917)                                                                 |                                                                                            | |                                              | |                                | 1880 |
| 1880 | H.Ebbinghaus (1850-1909) | W.Wundt (1832-1920)                         |                                                | |                                                                                        |                                                                                            | |                                              | J.Breuer (1842-1925)                                                                                     |                                | 1890 |
| 1890 | G.E.Müller (1850-1934)   | E.Titchener (1867-1927) O.Külpe (1862-1915) |                                                | W.James (1824-1910) J.Dewey (1859-1952) G.S.Hall (1844-1924) H.Münsterberg (1863-1916) J.M.Baldwin (1861-1934) | C.Stumpf (1848-1936) A.Meinong (1853-1920) C.Ehrenfels (1859-1932)                     |                                                                                            | |                                              | S.Freud (1856-1939)                                                                                      |                                | 1900 |
| 1900 |                          |                                             |                                                | J.R.Angell (1869-1949) J.M.Cattell (1860-1944)                                                                 |                                                                                        |                                                                                            | |                                              | C.G.Jung (1875-1961) K.Abraham (1877-1925) E.Jones (1879-1958) S.Ferenczi (1873-1933) O.Rank (1884-1939) |                                | 1910 |
| 1910 | E.Thorndike (1874-1949)  |                                             | I.Pavlov (1849-1936) V.M.Bechterev (1857-1927) | G.H.Mead (1863-1931) H.Carr (1873-1954)                                                                        | V.Benussi (1878-1927) M.Wertheimer (1880-1943) K.Koffka (1886-1941)                    | J.B.Watson (1878-1958)                                                                     | |                                              | M.Klein (1882–1960)                                                                                      | G.Jung (1875-1961)             | 1920 |
| 1920 |                          |                                             |                                                | R.S.Woodworth (1869-1962)                                                                                      | W.Köhler (1886-1967)                                                                   |                                                                                            | | L.Vygotskij (1896-1934) A.Lurija (1902-1977) | A.Freud (1895-1982)                                                                                      | A.Adler (1870-1937)            | 1930 |
| 1930 |                          |                                             |                                                | | K.Lewin (1890-1947) K.Duncker (1903-1940)                                              | C.L.Hull (1884-1952) R.M.Yerkes (1876-1956) E.R.Guthrie (1886-1959) E.C.Tolman (1886-1959) | F.Bartlett (1886-1969) J.Piaget (1896-1980) J.R.Stroop (1897-1973)                                         |                                              | F.Perls (1893-1970)                                                                                      | E.Bernhard (1896-1965)         | 1940 |
| 1940 |                          |                                             |                                                | |                                                                                        | B.F.Skinner (1904-1990)                                                                    | R.Cattell (1905-1998) K.Craik (1914-1945)                                                                  |                                              | W.Bion (1897-1979)                                                                                       |                                | 1950 |
| 1950 |                          |                                             |                                                | | S.E.Asch (1907-1996)) L.Festinger (1919-1989) F.Heider (1869-1988) F.Perls (1893-1970) | D.O.Hebb (1904-1985)                                                                       | A.Ellis (1913 -2007)                                                                                       | A.N.Leont'ev (1903-1979)                     | D.Meltzer (1922-2004) M.Harris (1919-1987)                                                               |                                | 1960 |
| 1960 |                          |                                             |                                                | |                                                                                        |                                                                                            | U.Neisser (1928-2012) J.Bruner (1915-2016) J.J.Gibson (1904-1979) R.Muller (1920-) K.H.Pribram (1919-2015) |                                              | J.Lacan (1901-1981) J.Bowlby (1907-1990)                                                                 |                                | 1970 |
| 1970 |                          |                                             |                                                | |                                                                                        |                                                                                            | H.Simon (1916-2001) M.Minsky (1927-2016)                                                                   |                                              | F.Corrao (1922-1994)                                                                                     |                                | 1980 |
| 1980 |                          |                                             |                                                | |                                                                                        |                                                                                            | P.Johnson-Laird (1936-)                                                                                    |                                              | | Silvia Montefoschi (1926-2011) | 1990 |
| 1990 |                          |                                             |                                                | |                                                                                        |                                                                                            | H.Gardner (1943-) D.Goleman (1946-)                                                                        | M.Cole (1938-)                               | |                                | 2000 |
| 2000 |                          |                                             |                                                | |                                                                                        |                                                                                            | S.Pinker (1954-)                                                                                           |                                              | |                                | 2010 |
| 2010 |                          |                                             |                                                | |                                                                                        |                                                                                            | |                                              | |                                | 2020 |